# Штампа (уметност)
Штампа (фр. estampe од лат. stampa). Принтмакинг – рад графичке уметности, што је принт на папиру са штампаном облику.
Технике принтови:
- Литографија
- Линогравура
- Бакрорез
- Гипсорез
- Сува игла
- Бакропис
- Акватинта
- Мецотинта
- Картон
- Фротаж
- Линорез
- Дрворез (на плочама уздужног пресека)
- Дрворез (на плочама попречног пресека)
- Монотипија
- Сериографија
- Резерваш
- Офсет штампа
- Ситоштампа